# Adam Hmam
Adam Hmam (arabe : آدم حمام), né le 11 novembre 1994, est un pongiste tunisien.

## Carrière
Adam Hmam est médaillé de bronze aux Jeux olympiques de la jeunesse d'été de 2010 à Singapour avec la Chinoise Gu Yuting et lors des Jeux de la Francophonie de 2013 à Nice.
Il est médaillé de bronze en double messieurs avec Thameur Mamia ainsi que par équipe aux Jeux africains de 2019 à Rabat.
Il participe aux Jeux olympiques de 2020 à Tokyo.
Il est médaillé d'argent en double mixte avec Fadwa Garci aux Jeux panarabes de 2023 à Tipaza.